# سيسي تاكس
سيسي تاكس Sissi Tax (ولدت في 19 سبتمبر 1954 في كوفلاخ في شتايرمارك) هي كاتبة نمساوية.

## حياتها
نشأت سيسي تاكس في كوفلاخ. درست الجرمانستيك وعلم التربية في جامعتي غراتس وبرلين. اشتركت حتى عام 1980 في تحرير المجلة الأدبية «مسودات» (بالألمانية: Manuskripte). حصلت على درجة دكتوراه الفلسفة في عام 1982 من جامعة غراتس حول ماري لويزه فلايسر. ثم انتقلت إلى برلين حيث عملت مصححة في درا نشر ومحررة. شغلت ما بين عامي 1986 و1988 منصب نائبة رئيسة بيت الأدب البرليني (بالألمانية: Berliner Literaturhaus). واشتركت في عام 1996 في مسابقة إنجيبورج باخمان في كلاجنفورت.
وتعتبر سيسي تاكس كاتبة قصصية في المقام الأول.
وهي عضو في تجمع كتاب غراتس. وحصلت في عام 1995 على الجائزة التشجيعية من مجلة «مسودات» وكذلك على جائزة هولفيلد تونتسر في عام 2001.